# Coenonympha corinna
Coenonympha corinna е вид пеперуда от семейство Многоцветници (Nymphalidae). Видът не е застрашен от изчезване.

## Разпространение
Разпространен е в Италия (Сардиния) и Франция (Корсика).

## Описание
Популацията на вида е стабилна.